# Menarguéns
Menarguéns (oficialmente y en catalán Menàrguens) es un municipio español de la  provincia de Lérida, situado en la comarca de la Noguera, comunidad autónoma de Cataluña.

## Geografía
Situado al margen derecho del río Segre. Limita con los términos municipales de Albesa, Castellón de Farfaña, Termens, Balaguer, Villanueva de la Barca y Torrelameu.

## Símbolos
- El escudo de armas de Menarguéns se define según la terminología precisa y técnica de la heráldica con el siguiente blasón:

Escudo embaldosado de sinople, una vaca de oro con las aguaderas de sable. Al timbre, una corona mural de villa.

Fue aprobado el 15 de noviembre de 1991.
- La bandera de la villa de Menarguéns es una bandera apaisada de proporciones dos de alto por tres de largo, terciada horizontalmente, verde, amarilla y verde, la franja central con dos dientes negros en el perfil superior, yuxtapuestos, cada uno de base 2/9 de la longitud del trapo y de altura 1/4 de la del trapo.

Fue publicada en el DOGC el 21 de abril del 1993.

## Administración
| Periodo   | Nombre                  | Partido                                            |
| --------- | ----------------------- | -------------------------------------------------- |
| 1979-1983 | Manuel Casals Serra     | Convergència i Unió                                |
| 1983-1987 | Manuel Casals Serra     | Independents Progressista Menàrguens               |
| 1987-1991 | Fernando Bosch Prats    | Agrupació d'Independents per la vila de Menàrguens |
| 1991-1995 | Joan Vilanova Miró      | PSC                                                |
| 1995-1999 | Joan Vilanova Miró      | PSC                                                |
| 1999-2003 | Joan Vilanova Miró      | PSC                                                |
| 2003-2007 | Pau Forns Planella      | PSC                                                |
| 2007-2011 | Pau Forns Planella      | PSC                                                |
| 2011-2015 | Pau Forns Planella      | PSC                                                |
| 2015-2019 | Anna Maria Calvís Munsó | IM-AM                                              |
| 2019-2023 | Anna Maria Calvís Munsó | IM-AM                                              |

## Geografía humana

### Demografía
Cuenta con una población de 789 habitantes (INE 2024).
| Gráfica de evolución demográfica de Menarguéns entre 1842 y 2021 |
| |
| Población de derecho según los censos de población del INE Población de hecho según los censos de población del INEEn estos censos se denominaba Menarguéns: 1842, 1857, 1860, 1877, 1887, 1897, 1900, 1910, 1920, 1930, 1940, 1950, 1960, 1970 y 1981 |

| 1285                       | 1293 | 1182 | 904 | 863 |
| (Fuente: [cita requerida]) |      |      |     |     |

## Lugares de interés
- La iglesia parroquial de San Vicente
- El Santuario de la Virgen de la Cruz
- La fábrica "la azucarera del Segre"
- La calle Mayor
- Edificio del Ayuntamiento